# FA Premier liga
FA Premier liga (često zvana i Premiership) engleska je profesionalna nogometna liga, najviši rang u engleskom nogometnom sustavu liga. U ligi se natječe 20 klubova, a na kraju sezone tri posljednjeplasirana kluba ispadaju u niži rang, Championship. Sezona traje od kolovoza pa do svibnja iduće godine, te se igra 38 kola. 
Premier liga je osnovana 20. veljače 1992., nakon što se odvojila od Football League, koja je izvorno osnovana 1888. Ubrzo je postala najgledanija i najbogatija svjetska nogometna liga. Također se, po uspješnosti u europskim natjecanjima prema UEFA-inim koeficijentima nalazi na prvom mjestu, ispred španjolske La Lige i talijanske Serie A.
Od ukupno 51 kluba koja su se natjecala u Premier ligi, samo sedam ih je osvajalo naslov: Manchester United, Blackburn Rovers, Arsenal, Chelsea, Manchester City, Leicester City i Liverpool.

## Sponzori
Sponzorstvo u FA-u je uvedeno 1993. godine Sponzori su mogli određivati sponzorsko ime lige. Dva dosadašnja sponzora su:
- 1993. – 2001.: Carling (FA Carling Premiership)
- 2001. – 2008.: Barclays (Barclayjev Premiership)

## Najbolji strijelci
Zadnji put ažurirano 10. lipnja 2022.
| Rang | Igrač         | Godine nastupanja                         | Broj golova | Broj nastupa | Omjer golova i nastupa |
| ---- | ------------- | ----------------------------------------- | ----------- | ------------ | ---------------------- |
| 1.   | Alan Shearer  | 1992. – 2006.                             | 260         | 441          | 0.59                   |
| 2.   | Wayne Rooney  | 2002. – 2018.                             | 208         | 491          | 0.42                   |
| 3.   | Andy Cole     | 1992. – 2008,                             | 187         | 414          | 0.45                   |
| 4.   | Sergio Agüero | 2011. – 2021.                             | 184         | 275          | 0.67                   |
| 5.   | Harry Kane    | 2012. – danas                             | 183         | 282          | 0.65                   |
| 6.   | Frank Lampard | 1995. – 2015.                             | 177         | 609          | 0.29                   |
| 7.   | Thierry Henry | 1999. – 2007. 2012.                       | 175         | 258          | 0.68                   |
| 8.   | Robbie Fowler | 1993. – 2009.                             | 163         | 379          | 0.43                   |
| 9.   | Jermain Defoe | 2001. – 2003. 2004. – 2014. 2015. – 2019. | 162         | 496          | 0.33                   |
| 10.  | Michael Owen  | 1996. – 2004. 2005. – 2013.               | 150         | 326          | 0.46                   |

## Povijest

### Prve tri momčadi i najbolji strijelci po sezonama
| Sezona    | Prvak             | Drugoplasirani    | Trećeplasirani    | Zlatna kopačka (Najbolji strijelac)                                                                     |
| --------- | ----------------- | ----------------- | ----------------- | --- |
| 1992./93. | Manchester United | Aston Villa       | Norwich City      | Teddy Sheringham (Nottingham Forest/Tottenham Hotspur) (22)                                             |
| 1993./94. | Manchester United | Blackburn Rovers  | Newcastle United  | Andy Cole (Newcastle United) (34)                                                                       |
| 1994./95. | Blackburn Rovers  | Manchester United | Nottingham Forest | Alan Shearer (Blackburn Rovers) (34)                                                                    |
| 1995./96. | Manchester United | Newcastle United  | Liverpool         | Alan Shearer (Blackburn Rovers) (31)                                                                    |
| 1996./97. | Manchester United | Newcastle United  | Arsenal           | Alan Shearer (Newcastle United) (25)                                                                    |
| 1997./98. | Arsenal           | Manchester United | Liverpool         | Chris Sutton (Blackburn Rovers), Dion Dublin (Coventry City), Michael Owen (Liverpool) (18)             |
| 1998./99. | Manchester United | Arsenal           | Chelsea           | Jimmy Floyd Hasselbaink (Leeds United), Michael Owen (Liverpool), Dwight Yorke (Manchester United) (18) |
| 1999./00. | Manchester United | Arsenal           | Leeds United      | Kevin Phillips (Sunderland) (30)                                                                        |
| 2000./01. | Manchester United | Arsenal           | Liverpool         | Jimmy Floyd Hasselbaink (Chelsea) (23)                                                                  |
| 2001./02. | Arsenal           | Liverpool         | Manchester United | Thierry Henry (Arsenal) (24)                                                                            |
| 2002./03. | Manchester United | Arsenal           | Newcastle United  | Ruud van Nistelrooy (Manchester United) (25)                                                            |
| 2003./04. | Arsenal           | Chelsea           | Manchester United | Thierry Henry (Arsenal) (30)                                                                            |
| 2004./05. | Chelsea           | Arsenal           | Manchester United | Thierry Henry (Arsenal) (25)                                                                            |
| 2005./06. | Chelsea           | Manchester United | Liverpool         | Thierry Henry (Arsenal) (27)                                                                            |
| 2006./07. | Manchester United | Chelsea           | Liverpool         | Didier Drogba (Chelsea) (20)                                                                            |
| 2007./08. | Manchester United | Chelsea           | Arsenal           | Cristiano Ronaldo (Manchester United) (31)                                                              |
| 2008./09. | Manchester United | Liverpool         | Chelsea           | Nicolas Anelka (Chelsea) (19)                                                                           |
| 2009./10. | Chelsea           | Manchester United | Arsenal           | Didier Drogba (Chelsea) (29)                                                                            |
| 2010./11. | Manchester United | Chelsea           | Manchester City   | Dimitar Berbatov (Manchester United), Carlos Tévez (Manchester City) (20)                               |
| 2011./12. | Manchester City   | Manchester United | Arsenal           | Robin van Persie (Arsenal) (30)                                                                         |
| 2012./13. | Manchester United | Manchester City   | Chelsea           | Robin van Persie (Manchester United) (26)                                                               |
| 2013./14. | Manchester City   | Liverpool         | Chelsea           | Luis Suárez (Liverpool) (31)                                                                            |
| 2014./15. | Chelsea           | Manchester City   | Arsenal           | Sergio Agüero (Manchester City) (26)                                                                    |
| 2015./16. | Leicester City    | Arsenal           | Tottenham Hotspur | Harry Kane (Tottenham Hotspur) (25)                                                                     |
| 2016./17. | Chelsea           | Tottenham Hotspur | Manchester City   | Harry Kane (Tottenham Hotspur (29)                                                                      |
| 2017./18. | Manchester City   | Manchester United | Tottenham Hotspur | Mohamed Salah (Liverpool) (32)                                                                          |
| 2018./19. | Manchester City   | Liverpool         | Chelsea           | Pierre-Emerick Aubameyang (Arsenal), Sadio Mané (Liverpool), Mohamed Salah (Liverpool) (22)             |
| 2019./20. | Liverpool         | Manchester City   | Manchester United | Jamie Vardy (Leicester City) (23)                                                                       |
| 2020./21. | Manchester City   | Manchester United | Liverpool         | Harry Kane (Tottenham Hotspur) (23)                                                                     |
| 2021./22. | Manchester City   | Liverpool         | Chelsea           | Mohamed Salah (Liverpool), Son Heung-min (Tottenham Hotspur) (23)                                       |
| 2022./23. | Manchester City   | Arsenal           | Manchester United | Erling Haaland (Manchester City) (36)                                                                   |
| 2023./24. | Manchester City   | Arsenal           | Liverpool         | Erling Haaland (Manchester City) (27)                                                                   |
| 2024./25. | Liverpool (20)    | Arsenal           | Manchester City   | Mohamed Salah (Liverpool) (29)                                                                          |

## Klubovi (2023./24.)
| Klub                    | Lokacija                  | Stadion                     | Kapacitet |
| ----------------------- | ------------------------- | --------------------------- | --------- |
| Arsenal                 | London (Holloway)         | Emirates Stadium            | 60.704    |
| Aston Villa             | Birmingham                | Villa Park                  | 42.682    |
| Bournemouth             | Bournemouth               | Dean Court                  | 11.364    |
| Brentford               | London (Brentford)        | Brentford Community Stadium | 17.250    |
| Brighton & Hove Albion  | Falmer                    | Falmer Stadium              | 31.800    |
| Burnley                 | Burnley                   | Turf Moor                   | 21.944    |
| Chelsea                 | London (Fulham)           | Stamford Bridge             | 40.834    |
| Crystal Palace          | London (Selhurst)         | Selhurst Park               | 25.486    |
| Everton                 | Liverpool (Walton)        | Goodison Park               | 39.414    |
| Fulham                  | London (Fulham)           | Craven Cottage              | 19.359    |
| Liverpool               | Liverpool (Anfield)       | Anfield                     | 53.394    |
| Luton Town              | Luton                     | Kenilworth Road             | 10.356    |
| Manchester City         | Manchester (Bradford)     | Etihad Stadium              | 55.017    |
| Manchester United       | Manchester (Old Trafford) | Old Trafford                | 74.140    |
| Newcastle United        | Newcastle upon Tyne       | St James' Park              | 52.305    |
| Nottingham Forest       | West Bridgford            | City Ground                 | 30.445    |
| Sheffield United        | Sheffield                 | Bramall Lane                | 32.050    |
| Tottenham Hotspur       | London (Tottenham)        | Tottenham Hotspur Stadium   | 62.850    |
| West Ham United         | London (Stratford)        | London Stadium              | 60.000    |
| Wolverhampton Wanderers | Wolverhampton             | Molineux Stadium            | 32.050    |

## Unutrašnje poveznice
Osvajači FA kupa Engleske

Pobjednici engleskih nogometnih natjecanja

## Vanjske poveznice
- Službena stranica
- FA udruga
- Novosti iz Premier lige  Arhivirana inačica izvorne stranice od 6. svibnja 2008. (Wayback Machine)
- Karta svih klubova Premier lige
- Povijest klupskih dresova

| Momčadi FA Premier lige                                                          | Momčadi FA Premier lige |
| -------------------------------------------------------------------------------- | --- |
|                                                                                  | |
| Članovi 2024./25.                                                                | Arsenal • Aston Villa • Bournemouth • Brentford • Brighton & Hove Albion • Chelsea • Crystal Palace • Everton • Fulham • Ipswich Town • Leicester City • Liverpool • Manchester City • Manchester United • Newcastle United • Nottingham Forest • Southampton • Tottenham Hotspur • West Ham United • Wolverhampton Wanderers |
|                                                                                  | |
| Bivše momčadi (1992. – 2024.)                                                    | Barnsley • Birmingham City • Blackburn Rovers • Blackpool • Bolton Wanderers • Bradford City • Burnley • Cardiff City • Charlton Athletic • Coventry City • Derby County • Fulham • Huddersfield Town • Hull City • Leeds United • Luton Town • Middlesbrough • Norwich City • Oldham Athletic • Portsmouth • Queens Park Rangers • Reading • Sheffield Wednesday • Sheffield United • Stoke City • Sunderland • Swansea City • Swindon Town • Watford • West Bromwich Albion • Wigan Athletic • Wimbledon |
|                                                                                  | |
| Bivše momčadi Football Leaguea (1888. – 1892.) i First Divisiona (1892. – 1992.) | Accrington • Bradford Park Avenue • Bristol City • Bury • Carlisle United • Darwen • Glossop North End • Grimsby Town • Leyton Orient • Millwall • Northampton Town • Notts County • Oxford United • Preston North End |

| Momčadi FA Premier lige                                                          | Momčadi FA Premier lige |
| -------------------------------------------------------------------------------- | --- |
|                                                                                  | |
| Članovi 2024./25.                                                                | Arsenal • Aston Villa • Bournemouth • Brentford • Brighton & Hove Albion • Chelsea • Crystal Palace • Everton • Fulham • Ipswich Town • Leicester City • Liverpool • Manchester City • Manchester United • Newcastle United • Nottingham Forest • Southampton • Tottenham Hotspur • West Ham United • Wolverhampton Wanderers |
|                                                                                  | |
| Bivše momčadi (1992. – 2024.)                                                    | Barnsley • Birmingham City • Blackburn Rovers • Blackpool • Bolton Wanderers • Bradford City • Burnley • Cardiff City • Charlton Athletic • Coventry City • Derby County • Fulham • Huddersfield Town • Hull City • Leeds United • Luton Town • Middlesbrough • Norwich City • Oldham Athletic • Portsmouth • Queens Park Rangers • Reading • Sheffield Wednesday • Sheffield United • Stoke City • Sunderland • Swansea City • Swindon Town • Watford • West Bromwich Albion • Wigan Athletic • Wimbledon |
|                                                                                  | |
| Bivše momčadi Football Leaguea (1888. – 1892.) i First Divisiona (1892. – 1992.) | Accrington • Bradford Park Avenue • Bristol City • Bury • Carlisle United • Darwen • Glossop North End • Grimsby Town • Leyton Orient • Millwall • Northampton Town • Notts County • Oxford United • Preston North End |

| FA Premier liga | FA Premier liga |
| --------------- | --- |
|                 | |
| 1990-e          | 1992./93. • 1993./94. • 1994./95. • 1995./96. • 1996./97. • 1997./98. • 1998./99. • 1999./00.                         |
|                 | |
| 2000-e          | 2000./01. • 2001./02. • 2002./03. • 2003./04. • 2004./05. • 2005./06. • 2006./07. • 2007./08. • 2008./09. • 2009./10. |
|                 | |
| 2010-e          | 2010./11. • 2011./12. • 2012./13. • 2013./14. • 2014./15. • 2015./16. • 2016./17. • 2017./18. • 2018./19. • 2019./20. |
|                 | |
| 2020-e          | 2020./21. • 2021./22. • 2022./23. • 2023./24. • 2024./25. • 2025./26.                                                 |

| FA Premier liga | FA Premier liga |
| --------------- | --- |
|                 | |
| 1990-e          | 1992./93. • 1993./94. • 1994./95. • 1995./96. • 1996./97. • 1997./98. • 1998./99. • 1999./00.                         |
|                 | |
| 2000-e          | 2000./01. • 2001./02. • 2002./03. • 2003./04. • 2004./05. • 2005./06. • 2006./07. • 2007./08. • 2008./09. • 2009./10. |
|                 | |
| 2010-e          | 2010./11. • 2011./12. • 2012./13. • 2013./14. • 2014./15. • 2015./16. • 2016./17. • 2017./18. • 2018./19. • 2019./20. |
|                 | |
| 2020-e          | 2020./21. • 2021./22. • 2022./23. • 2023./24. • 2024./25. • 2025./26.                                                 |

| 1. – 4. rang | FA Premier liga (prvaci / vječna tablica) • Championship • League One • League Two |
|              | |
| 5. – 6. rang | Football Conference (National • North • South) |
|              | |
| 7. – 8. rang | Northern Premier (Premier Division • Division One North • Division One South) • Southern League (Premier Division • Division One Midlands • Division One South & West) • Isthmian League (Premier Division • Division One North • Division One South) |
|              | |
| bivše lige   | Football Alliance |

| trenutni | FA kup • Liga kup • FA Community Shield • EFL Trophy • FA Trophy • FA Vase • FA NLS Cup |
|          | |
| bivši    | Full Members Cup • Football League Super Cup • Mercantile Credit Centenary Trophy • Football League Group Cup • Football League War Cup • Watney Cup • Conference League Cup • FA Amateur Cup • Southern Professional Floodlit Cup |

| 1. – 4. rang | FA Premier liga (prvaci / vječna tablica) • Championship • League One • League Two |
|              | |
| 5. – 6. rang | Football Conference (National • North • South) |
|              | |
| 7. – 8. rang | Northern Premier (Premier Division • Division One North • Division One South) • Southern League (Premier Division • Division One Midlands • Division One South & West) • Isthmian League (Premier Division • Division One North • Division One South) |
|              | |
| bivše lige   | Football Alliance |

| trenutni | FA kup • Liga kup • FA Community Shield • EFL Trophy • FA Trophy • FA Vase • FA NLS Cup |
|          | |
| bivši    | Full Members Cup • Football League Super Cup • Mercantile Credit Centenary Trophy • Football League Group Cup • Football League War Cup • Watney Cup • Conference League Cup • FA Amateur Cup • Southern Professional Floodlit Cup |

| 1. – 4. rang | FA Premier liga (prvaci / vječna tablica) • Championship • League One • League Two |
|              | |
| 5. – 6. rang | Football Conference (National • North • South) |
|              | |
| 7. – 8. rang | Northern Premier (Premier Division • Division One North • Division One South) • Southern League (Premier Division • Division One Midlands • Division One South & West) • Isthmian League (Premier Division • Division One North • Division One South) |
|              | |
| bivše lige   | Football Alliance |

| trenutni | FA kup • Liga kup • FA Community Shield • EFL Trophy • FA Trophy • FA Vase • FA NLS Cup |
|          | |
| bivši    | Full Members Cup • Football League Super Cup • Mercantile Credit Centenary Trophy • Football League Group Cup • Football League War Cup • Watney Cup • Conference League Cup • FA Amateur Cup • Southern Professional Floodlit Cup |

| 1. – 4. rang | FA Premier liga (prvaci / vječna tablica) • Championship • League One • League Two |
|              | |
| 5. – 6. rang | Football Conference (National • North • South) |
|              | |
| 7. – 8. rang | Northern Premier (Premier Division • Division One North • Division One South) • Southern League (Premier Division • Division One Midlands • Division One South & West) • Isthmian League (Premier Division • Division One North • Division One South) |
|              | |
| bivše lige   | Football Alliance |

| trenutni | FA kup • Liga kup • FA Community Shield • EFL Trophy • FA Trophy • FA Vase • FA NLS Cup |
|          | |
| bivši    | Full Members Cup • Football League Super Cup • Mercantile Credit Centenary Trophy • Football League Group Cup • Football League War Cup • Watney Cup • Conference League Cup • FA Amateur Cup • Southern Professional Floodlit Cup |

| Europske prve nogometne lige (UEFA) | Europske prve nogometne lige (UEFA) |
| ----------------------------------- | --- |
|                                     | |
| Sadašnje                            | Albanija • Andora • Armenija • Austrija • Azerbajdžan • Belgija • Bjelorusija • Bosna i Herzegovina • Bugarska • Cipar • Crna Gora • Češka • Danska • Engleska • Estonija • Farski otoci • Finska • Francuska • Gibraltar • Grčka • Gruzija • Hrvatska • Irska • Island • Italija • Izrael • Kazahstan • Kosovo • Latvija • Litva • Luksemburg • Mađarska • Malta • Moldavija • Nizozemska • Norveška • Njemačka • Poljska • Portugal • Rumunjska • Rusija • San Marino • Sjeverna Irska • Sjeverna Makedonija • Slovačka • Slovenija • Srbija • Škotska • Španjolska • Švedska • Švicarska • Turska • Ukrajina • Wales |
|                                     | |
| Bivše                               | Čehoslovačka • DR Njemačka • Jugoslavija • Sovjetski savez • Srbija i Crna Gora |

| Europske prve nogometne lige (UEFA) | Europske prve nogometne lige (UEFA) |
| ----------------------------------- | --- |
|                                     | |
| Sadašnje                            | Albanija • Andora • Armenija • Austrija • Azerbajdžan • Belgija • Bjelorusija • Bosna i Herzegovina • Bugarska • Cipar • Crna Gora • Češka • Danska • Engleska • Estonija • Farski otoci • Finska • Francuska • Gibraltar • Grčka • Gruzija • Hrvatska • Irska • Island • Italija • Izrael • Kazahstan • Kosovo • Latvija • Litva • Luksemburg • Mađarska • Malta • Moldavija • Nizozemska • Norveška • Njemačka • Poljska • Portugal • Rumunjska • Rusija • San Marino • Sjeverna Irska • Sjeverna Makedonija • Slovačka • Slovenija • Srbija • Škotska • Španjolska • Švedska • Švicarska • Turska • Ukrajina • Wales |
|                                     | |
| Bivše                               | Čehoslovačka • DR Njemačka • Jugoslavija • Sovjetski savez • Srbija i Crna Gora |